# MNK Jakšić
MNK Jakšić je hrvatski futsal klub iz Jakšića, osnovan 2. listopada 2016. godine. Domaće utakmice igra u Sportskoj dvorani Tomislav Pirc u Požegi i u SD u Pleternici te se trenutno natječe u 2. HMNL - Istok. 

## Povijest

### Osnutak
Malonogometni klub Jakšić je osnovan u Jakšiću 2. listopada 2016. godine.

### Sezona2016./17.,2. ŽMNL
Jakšić se u svojoj debitantskoj sezoni okrunio s dva naslova. Prvo je bez poraza osvojio 2. ŽMNL te tako izborio izravan plasman u 1. ŽMNL, a zatim i Županijski kup.   

### Sezona2017./18.,1. ŽMNL
Jakšić je odlično otvorio sezonu osvojivši drugu godinu za redom Županijski malonogometni kup te se tako plasirao u pretkolo Hrvatskog malonogometnog kupa za regiju Istok. U pretkolu kupa se igrala samo jedna utakmica, a Jakšić je bio domaćin u Požegi vinkovačkoj Aureliji Futsal, vodećoj ekipu 2. HMNL - Istok. Iako su Jakšićani na poluvremenu vodili 2:1 na kraju je ipak rezultatom 3:4 slavila iskusnija ekipa Aurelije. 
U 1. ŽMNL Jakšić je nastavio s dobrim igrama, ali na kraju prvenstva zauzeo je 2. mjesto na ljestvici, iza Autodijelovi Tokić Požega. 

### Sezona2018./19.,1. ŽMNL
Igrači Jakšića su ponovili uspjeh iz prve sezone i ponovno osvojili ligu i kup bez ijednog poraza. Jakšić je ove godine u finalu rezultatom 5:2 pobijedio Birtijcu Šumanovci te tako treću godinu zaredom osvojio Županijski malonogometni kup. U osmini finala Hrvatskog malonogometnog kupa za regiju Istok Jakšić je gostovao kod Urije Nova Gradiška te nesretno izgubio na penale nakon što je tijekom utakmice prokockao vodstvo od 0:3 i 2:4. 1. ŽMNL je osvojena bez većih poteškoća s 10 pobjeda i 2 remija iz 12 odigranih utakmica uz gol-razliku 65:24 te je tako izboren izravan plasman u 2. HMNL - Istok

## Dvorana
MNK Jakšić za sad nema svoj stalni dom. Treninzi se održavaju u sportskoj dvorani uz Osnovnu školu Mladost u Jakšiću, ali dimenzije te dvorane nisu dostatne za odigravanje službenih utakmica. Pa se prvenstvene i kup utakmice igra u obližnjim dvoranama, točnije u SD Tomislav Pirc u Požegi kapaciteta 1200 gledatelja te u SD Osnovne škole u Pleternici.

## Učinak u prvenstvima
| Sezona    | Rang | Liga                              | Broj momčadi | Plasman | Uk | Pob | Ner | Por | G+ | G- | Bod |
| --------- | ---- | --------------------------------- | ------------ | ------- | -- | --- | --- | --- | -- | -- | --- |
| 2016./17. | IV   | 2. ŽMNL Požeško-slavonska         | 8            | 1.      | 7  | 6   | 1   | 0   | 40 | 13 | 19  |
| 2017./18. | III  | 1. ŽMNL Požeško-slavonska         | 10           | 2.      | 13 | 7   | 2   | 4   | 62 | 46 | 23  |
| 2018./19. | III  | 1. ŽMNL Požeško-slavonska         | 9            | 1.      | 12 | 10  | 2   | 0   | 65 | 24 | 32  |
| 2019./20. | II   | Druga hrvatska malonogometna liga | 12           | 6.      | 16 | 6   | 3   | 7   | 59 | 69 | 21  |

## Klupski uspjesi
- 1. ŽMNL Požeško-slavonska
  - Prvaci 2018./19.[2]
  - Viceprvaci 2017./18.
- 2. ŽMNL Požeško-slavonska
  - Prvaci 2016./17.[3]
- Županijski kup
  - Osvajači 2016./2017.,[4] 2017./18.,[5] 2018./19.[6]
- Regionalni kup Istok
  - 1/8 finala 2017./2018.,[7] 2018./2019.